# スケンデライ
スケンデライ（アルバニア語:Skënderaj）、またはスルビツァ（セルビア語:Србица / Srbica）は、コソボ北西部、ミトロヴィツァ郡に属する都市、およびそれを中心とした基礎自治体の呼称。

## 特徴
スケンデライの人口の多くはアルバニア人（95%）である。スケンデライはコソボで最も貧しい都市であり、1998年のコソボ紛争勃発の地である。町は紛争によって壊滅的な被害を受けた。

## 経済
スケンデライは歴史的にコソボ最貧の町であり、ユーゴスラビア時代から開発がほとんど進められず、失業率が高い状態にあった。農業が地元の主力産業であるが、域内の既存の農地も十分に開発されていない。今日、地元の経済には、小規模な家族経営の販売店やレストランがあるほかに、民営化された工場が2つある。工場はそれぞれレンガと製粉機を生産しており、数百人の雇用を創出している。この他の有力な職業には自治体の公務員がある。

## スポーツ
スケンデライはコソボ・スーペルリーガ（en）のサッカー・クラブであるFKドレニツァ（KF Drenica）の本拠地である。

## 出身者
- ハシム・サチ - コソボ解放軍の指導者、コソボ民主党党首、コソボ首相。
- レオノラ・ヤクピ - ポップ・フォーク歌手。
- ペルパリム・ヘテマイ - サッカー選手。
- メフメト・ヘテマイ - サッカー選手、ペルパリムの弟。

## 人口動態
| 民族別の人口構成                                                   |              |      |            |     |                |     |                |     |             |
| 年/人口                                                            | アルバニア人 | %    | セルビア人 | %   | アッシュカリー | %   | ボシュニャク人 | %   | 合計        |
| 1991年                                                             | 54437        | -    | 713        | -   |                |     |                |     | 55,471      |
| 1999年1月                                                          | App. 65,000  | N/A  | 291        | N/A | N/A            | N/A | N/A            | N/A | App. 65,000 |
| 推計                                                               | 推計 70,000  | 100% | 326        | N/A | 68             | N/A | 20             | N/A | 推計 70,000 |
| 出典: ユーゴスラビア国勢調査（1991年まで）、OSCE推計（1999年から） |              |      |            |     |                |     |                |     |             |